# Алёхино (Знаменский район)
Алёхино — село Знаменского района Тамбовской области Росси. Входит в состав Дуплято-Масловского сельсовета.

## География
Деревня находится в центральной части Тамбовской области, в лесостепной зоне, по обим берегам реки Кариан.

### Климат
Климат характеризуется как умеренно континентальный, относительно сухой, с тёплым летом и холодной продолжительной зимой. Среднегодовое количество осадков составляет около 550 мм, из которых большая часть выпадает в тёплый период. Снежный покров устанавливается в середине декабря и держится в течение 138 дней.

## История
Основано однодворцами в канун проведения третьей ревизской сказки в 1762—1767 годах. В документах будущее село Алёхино именуется «новопоселённой деревней Кариан, Алёхино тож». Сюда переселились однодворцы из разных сёл и деревень Тамбовского уезда. Например, из деревни Дальней Липовицы — Фёдор Алёхин, Пимен Алёхин, Трофим Климов; из деревни Сявы — однодворец Иван Шлыков.
В «Экономических примечаниях Тамбовского уезда» упомянуто, что в Кариане проживают крепостные крестьяне, принадлежащие Демьяну Андреевичу Чичерину (143 человека в 14 домах) и однодворцы (259 человек в 27 домах).

До 2008 года село входило в состав Карианского сельсовета.

## Инфраструктура
Основа экономики — сельское хозяйство. Личное подсобное хозяйство.

## Транспорт
Просёлочные дороги.